# Jenny Schneider
Jenny Schneider (* 7. Dezember 1924 in Basel; † 22. Juli 2004 ebenda) war eine Schweizer Konservatorin, Autorin und Museumsdirektorin.

## Leben und Werk

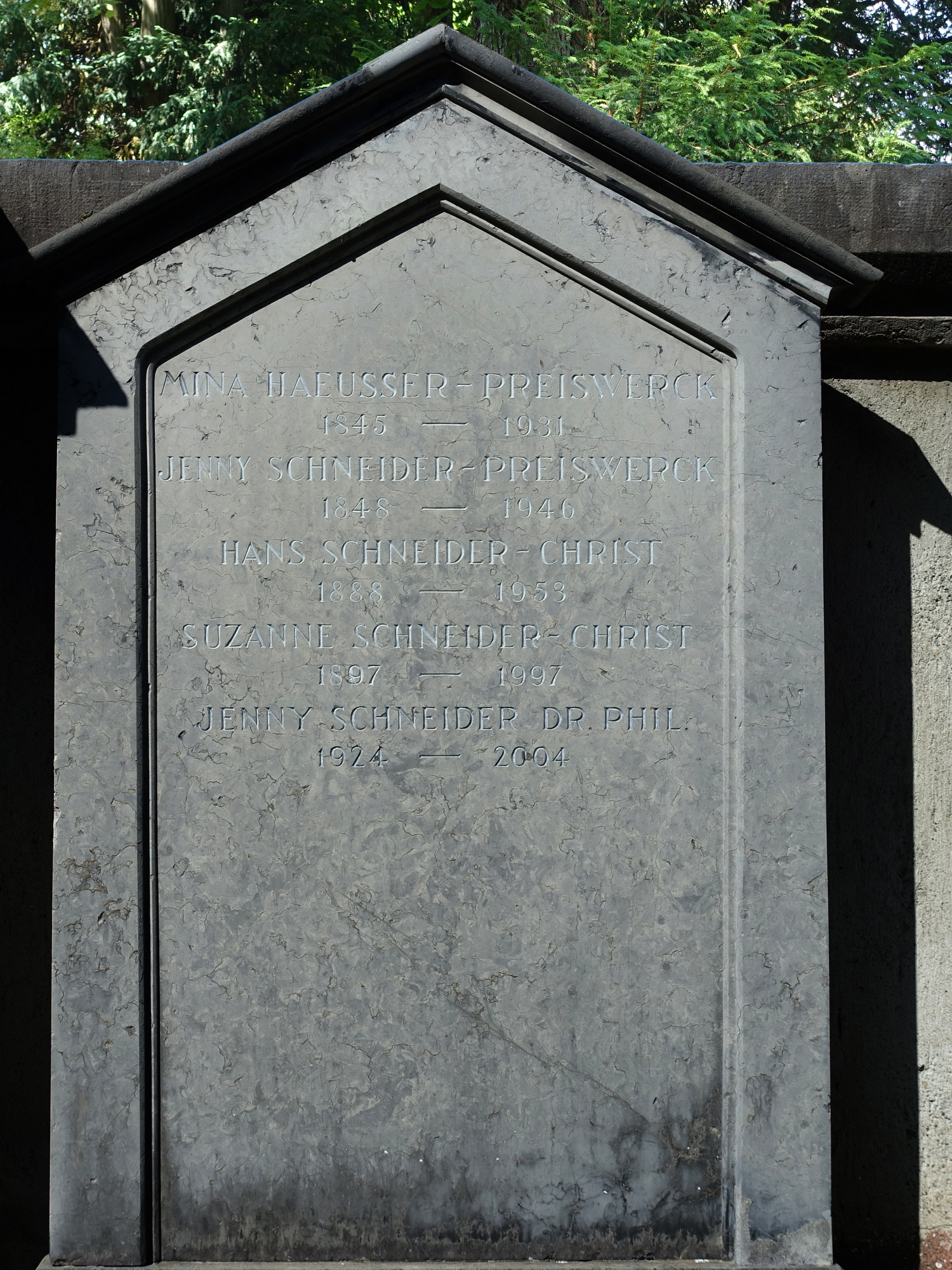
Familiengrab, Wolfgottesacker in Basel

Jenny Schneider war die Tochter des Hans Schneider und der Suzanne, geborene Christ. Sie studierte Kunstgeschichte an der Universität Basel und an der Universität Leiden. 1954 erfolgte ihre Promotion. Jenny Schneider arbeite ab 1956 als Assistentin für das Schweizerischen Landesmuseums in Zürich und war in der sogenannten allgemeinen Abteilung tätig. Ab 1961 war Jenny Schneider für das Ressort Glasmalerei zuständig. Zudem hatte sie die Oberaufsicht über Textilien, Kostüme, Trachten, Spielzeug, Schmuck und Familienaltertümer. Sie erlernte später am Centre international d’études des textiles anciens (CIETA) in Lyon spezifische Textilfachkenntnisse für Museumsleute. 
Von 1971 bis 1981 stand Jenny Schneider als Vizedirektorin, danach als Direktorin dem Landesmuseum vor. Als solche war Jenny Schneider die erste Frau Amtsdirektorin der Bundesverwaltung. Zudem war sie Mitglied des Vorstands der Gesellschaft für das Schweizerische Landesmuseum und vertrat die Museumsdirektion. Sie hatte auch Einsitz im Vorstand der Gesellschaft für Schweizerische Kunstgeschichte. 
Jenny Schneider verfasste einen zweibändigen Glasgemäldekatalog, der 1971 erschien. 1975 erschien der Band mit einer Auswahl wichtiger Textilien des Museums. Von 1974 bis 1980 präsidierte Jenny Schneider das «International Committee for the Museums Collections of Costume», ein internationales Komitee des ICOM. In ihrer kurzen Amtszeit als Direktorin realisierte Jenny Schneider die Zweigstelle des Landesmuseums im Schloss Prangins, deren Eröffnung jedoch nach ihrer Pensionierung stattfand. Sie engagierte sich auch stark für die Belange von Schloss Wildegg. 1987 trat Andres Furger ihre Nachfolge als Direktor des Landesmuseums an.
Jenny Schneider fand ihre letzte Ruhestätte auf dem Wolfgottesacker in Basel.